# Icuria dunensis
Genre
Espèce
Classification phylogénétique
Icuria dunensis est une espèce de plantes à fleurs dicotylédones de la famille des Fabaceae, sous-famille des Caesalpinioideae, originaire du Mozambique. C'est l'unique espèce acceptée du genre Icuria (genre monotypique).